# Divers Alert Network
Pour les articles homonymes, voir DAN.

Logo de la DAN

DAN (Divers Alert Network) est une organisation à but non lucratif portant assistance aux plongeurs le nécessitant. Le département de recherche DAN mène des travaux de recherche significatifs sur la plongée loisir. Les études effectuées par DAN sont soutenues par les dons, les souscriptions découvrent des informations importants qui vont servir à toute la communauté et améliorer la sécurité en plongée loisir à travers le monde. Le département de médecine DAN répond aux questions en médecine hyperbare.

## Histoire
En 1977, Undersea Medical Society — plus tard, la Undersea and Hyperbaric Medical Society (en) — introduit le concept d'organisation nationale, pour remplacer LEO-FAST à la  Brooks Air Force Base, dirigée par le médecin-colonel Jefferson Davis. Grâce à cette organisation, un seul numéro de téléphone permettrait de joindre un spécialiste en médecine hyperbare, 24 h sur 24. Le docteur Peter B. Bennett reçu un prêt sur deux ans de la part de la National Oceanic and Atmospheric Administration.
En 1981, DAN publie Underwater Diving Accident Manual. Le centre hyperbare reçoit 305 appels pour demander des informations et de l'aide. 
DAN met en place en 1982 un numéro d'urgence médicale (919-684-2948) pour séparer les questions non-urgentes des alertes.
Cette nouveauté est suivie par le changement du nom de l'association de Diving Accident Network en Divers Alert Network et la mise en place du premier cours annuel sur les accidents de plongée et traitements hyperbares (« Diving Accident and Hyperbaric Treatment CME ») au centre universitaire médical de Duke.

## Communication
Le DAN Europe dispose d'une revue trimestrielle, Alert diver, éditée trimestriellement en Italie en plusieurs langues.